# Hszien-feng kínai császár
Hszien Feng (Régi nyári palota, 1831. július 17. – Csengtöi nyári rezidencia, 1861. augusztus 22.) kínai császár 1850-től haláláig. Uralkodása alatt a tajping-felkelés és az európai hatalmak agressziója sújtotta Kínát.
Hszien Feng Tao Kuang császár fiaként született, és édesapja halála után lépett a trónra. Néhány hónappal császárrá koronázása után kitört a tajping-felkelés a dél-kínai Huanghszi és Kuangtung tartományban. A császár mandzsu seregei tehetetlennek bizonyultak a felkelőkkel szemben, akik tovább nyomultak észak felé a Jangce folyó völgyéig. 1853-ban bevették Nanking városát, és 1854–1855-ben sikertelenül megpróbálták elfoglalni Pekinget is. A felkelés leverése közben a császárnak rá kellett döbbennie, hogy a mandzsuk katonai ereje gyöngülőben van, és egyre inkább azokra a katonai önkéntes csapatokra hagyatkozott, amelyeket Cseng Kou-fan és más tehetséges kínai vezetők délen toboroztak. Amíg a kormány a déli lázadókkal hadakozott, az 1852–1858-as nien-felkelés káoszba döntötte Kína északi részét.
A másik nagy veszélyt Nagy-Britannia, Franciaország és más nyugati hatalmak jelentették, amelyek megpróbálták rákényszeríteni Kínát az 1842-es nankingi egyezményben foglaltak kiterjesztésére a kereskedők javára. A császár nem volt hajlandó közvetlen tárgyalásokat folytatni az európai követekkel, mire 1857-ben a francia és brit seregek elfoglalták Kantont, és 1858-ban kikényszerítették Kínától a tiencsini egyezmények megkötését. Hszien Feng megtagadta az egyezmények ratifikálását, emiatt a brit–francia csapatok Peking ellen vonultak. A császár nem hitte el, hogy a szövetségesek bevehetik a fővárost, és amikor ez az év októberében mégis bekövetkezett, Hszien Feng menekülésre kényszerült. Jehol városában maradt, amíg miniszterei aláírták a pekingi egyezményt, amelyben Kína elfogadta az 1858-as szerződéseket. A császár szégyenében akkor sem tért vissza Pekingbe, amikor az európai csapatok kinvonultak onnan. Hamarosan 30 éves korában el is hunyt. A trónon fia, Tung Cse követte.

## Lásd még
- A Csing-dinasztia családfája

| Előző uralkodó: Tao Kuang | Kínai császár 1850 – 1861 | Következő uralkodó: Tung Cse |